# Żmudowo
Żmudowo – część wsi Węsiory w Polsce, położona w województwie pomorskim, w powiecie kartuskim, w gminie Sulęczyno. Wchodzi w skład sołectwa Węsiory.
W latach 1975–1998 Żmudowo administracyjnie należało do województwa gdańskiego.